# Takydromus formosanus
Takydromus formosanus (довгохвостка формозька) — вид ящірок родини ящіркових (Lacertidae). Ендемік Тайваню.

## Поширення і екологія
Формозькі довгохвостки мешкають на південному заході острова Тайвань. Вони живуть на луках, на висоті до 1500 м над рівнем моря. Живляться дрібними безхребетними. Самиці розмножуються двічі на рік у період з березня по серпень, в кладці від 2 до 6 яєць.